# Gerolzahn
Gerolzahn ist ein Stadtteil von Walldürn im Neckar-Odenwald-Kreis in Baden-Württemberg. Zur ehemaligen Gemeinde Gerolzahn gehört auch das nahe gelegene Gehöft Kummershof und der aufgegangene Wohnplatz Bahnstation Gerolzahn.

## Geographische Lage
Gerolzahn liegt rund sechs Kilometer nordwestlich der Kernstadt oberhalb des Marsbachtals, in dem die Bundesstraße 47 und die Bahnstrecke Seckach–Miltenberg („Madonnenlandbahn“) verläuft. Der Naturpark Neckartal-Odenwald beinhaltet Teile der Gemarkung.

## Geschichte
Etwa ein Kilometer östlich vom heutigen Ort verlief der Obergermanisch-Raetische Limes in fast schnurgerader Linie von Nordwesten nach Südosten. Reste des Kleinkastells Haselburg, zwischen Gerolzahn und Reinhardsachsen, und ehemaliger römischer Wachposten sind dort im Boden verborgen, aber großenteils zerstört.
Die Ortsbezeichnung, die sich von „Gerolzhain“ (Hain des Gerold) zu „Gerolzahn“ entwickelte, geht auf einen gewissen Gerold zurück, der der Gründer gewesen sein soll. 1395 wurde der Ort erstmals urkundlich als „Gerolezahn“ erwähnt. Nach Besitz durch die Herren von Dürn bis 1590 wurde der Ort 1677 durch die Herren von Gaisberg an das Hochstift Würzburg verkauft. Zu diesem Zeitpunkt bestand noch ein Schloss („Hof von Gerolzahn“), auf das heute lediglich eine Wendeltreppe und die Jahreszahl 1575 an einem Kellereingang hindeuten.
1803 gelangte Gerolzahn im Rahmen der Säkularisation an das Fürstentum Leiningen, danach 1806 zum Großherzogtum Baden.

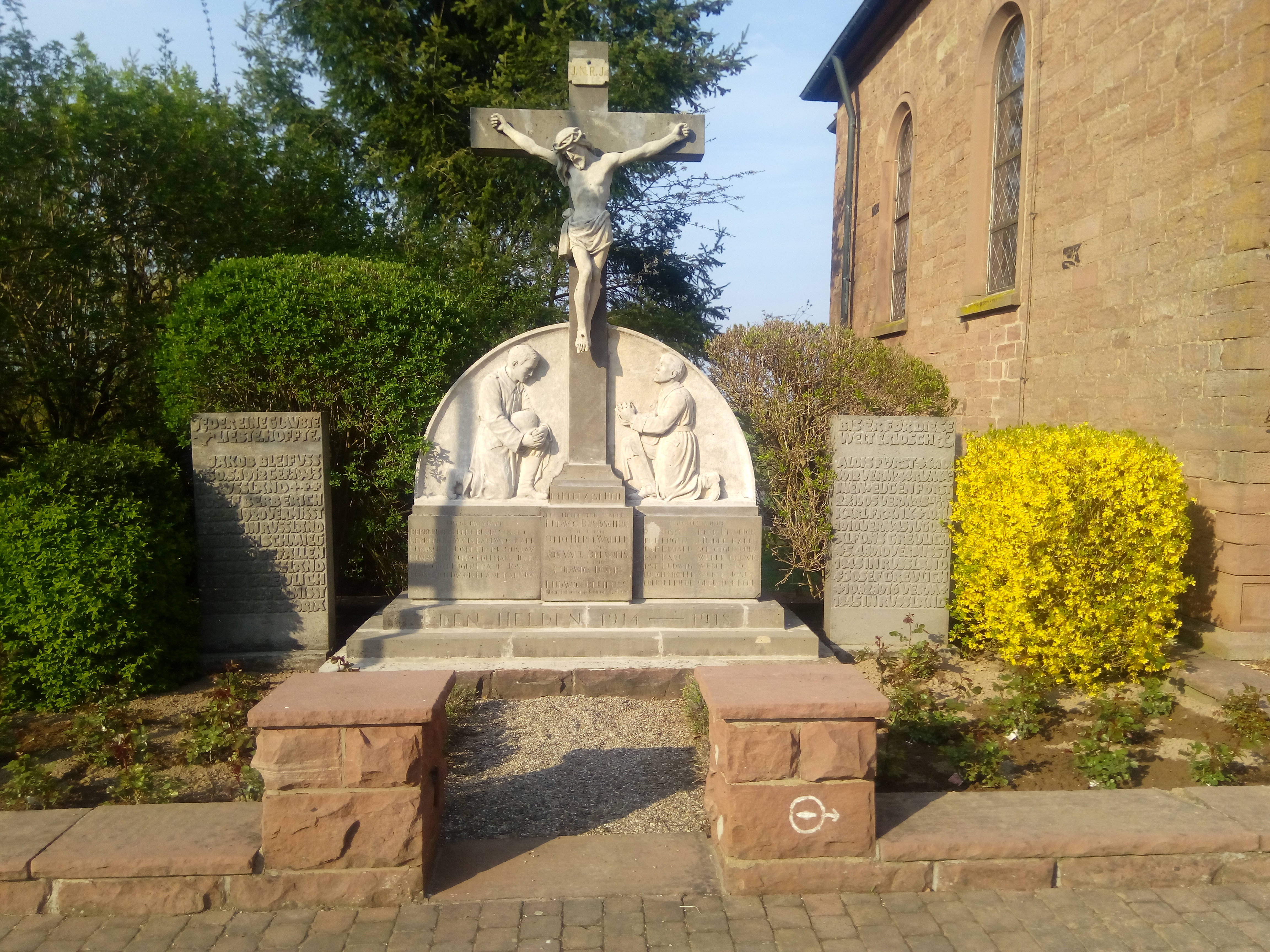
Kriegerdenkmal

Bis 1935 gehörte Neusaß zu Gerolzahn. Von 1935 bis 1945 gehörte Gerolzahn zur Gemeinde Glashofen. Anschließend war es wieder selbständig. Am 1. Januar 1975 erfolgte die Eingemeindung nach Walldürn.

## Ehemaliges Wappen
Am 11. September 1958 erteilte das Innenministerium ein Wappen, das auf einem Motiv von 1909 basiert. „In Silber (Weiß) ein nach links schreitender feuerspeiender blauer Drache.“ Das Wappen erlosch am 1. Januar 1975 mit der Eingemeindung nach Walldürn.

## Wirtschaft
Gerolzahn ist ein primär landwirtschaftlich geprägter Ort, in dem noch Landwirte im Haupterwerb tätig sind.